# Angharad Tomos
Angharad Tomos (ur. 19 lipca 1958 w Bangor) – walijska pisarka i działaczka na rzecz praw języka walijskiego.

## Życiorys
Tomos urodziła się w Bangor w Walii w 1958 roku. Wychowywała się z pięcioma siostrami w Llanwnda, niedaleko miasta Caernarfon. Uczęszczała do szkół Ysgol Gynradd Bontnewydd i Ysgol Dyffryn Nantlle. Studia podjęła na Uniwersytecie w Aberystwyth, przerwała jednak naukę przed ich zakończeniem w celu podjęcia pracy w Towarzystwie Języka Walijskiego (wal. Cymdeithas yr laith Gymraeg, ang. The Welsh Language Society). W późniejszym czasie ukończyła studia języka walijskiego oraz socjologiczne na Uniwersytecie w Bangorze i otrzymała tytuł magistra.
Jako zasłużona działaczka Cymdeithas yr Iaith Gymraeg i znana autorka, Tomos miała duży wkład w literaturę dziecięcą w języku walijskim. Swoją powieścią Hen Fyd Hurt zdobyła główną nagrodę na festiwalu Urdd National Eisteddfod. Była również przewodniczącą Towarzystwa Języka Walijskiego w latach 1982-1984, w okresie gdy rozpoczynały się kampanie dotyczące ustawy o języku walijskim (ang. Welsh Language Act 1993) oraz wprowadzenia języka walijskiego jako wykładowego do szkół.
Tomos pisze i ilustruje wiele książek dla dzieci, w tym popularną serię Rwdlan, umiejscowioną w świecie Gwlad y Rwla. Pierwszą książką z tej serii była wydana w roku 1983 przez wydawnictwo Y Lolfa powieść Rala Rwdins.
W 1985 Tomos otrzymała nagrodę Academi Gymreig za powieść Yma o Hyd, opowiadającą o życiu więziennym i opartą na jej własnym pobycie w angielskim więzieniu Risley, do którego trafiła za aktywny udział w kampaniach na rzecz języka walijskiego. Dwukrotnie otrzymała Medal za Prozę na najważniejszym walijskim festiwalu narodowym (wal. Eisteddfod Genedlaethol Cymru, ang. National Eisteddfod of Wales), dwukrotnie otrzymała również nagrodę Tir na n-Og (przyznawaną najlepszym książkom dla dzieci).
24 września 2009 w parku Glynllifon (okolice Caernarfon) odsłonięto ceramiczną rzeźbę przedstawiającą Tomos, autorstwa walijskiej artystki Katie Scarlett Howard.
Tomos otrzymała w 2009 nagrodę Mary Vaughan Jones Award, za jej wybitny wkład w walijską literaturę dziecięcą.
Autorka prowadzi także walijskojęzyczny felieton w czasopiśmie Daily Post.
Tomos mieszka wraz z mężem, Benem Gregorym, w Penygroes.

## Twórczość

### Powieści
- Yma o Hyd (Y Lolfa, 1985)
- Si Hei Lwli (Y Lolfa, 1991)
- Hen Fyd Hurt (Y Lolfa, 1992)
- Titrwm (Y Lolfa, 1994)
- Wele'n Gwawrio (Y Lolfa, 2004)
- Rhagom (Gwasg Carreg Gwalch, 2004)
- Wrth fy Nagrau i (Gwasg Carreg Gwalch, 2007)

### Literatura faktu
- Cyfres y Cewri: 23. Cnonyn Aflonydd (Gwasg Gwynedd, 2001)
- Hiraeth am Yfory: Hanes David Thomas a Mudiad Llafur Gogledd Cymru (Gwasg Gomer, 2002)
- Y Byd a'r Betws (Y Lolfa, 2003)

### Literatura dziecięca
- cykl Rwdlan (Y Lolfa, 1982-)
- cykl Guto (Cwmni Recordiau Sain, 1991)
- Stwnsh Rwdlan - Llyfr Coginio i Blant Bach (Y Lolfa, 1997)
- Parti Cwmwl - Llyfr Coginio i Blant Bach (Y Lolfa, 1998)
- cykl Llyfrau Fi Hefyd (Cyhoeddiadau'r Gair, 1999)
- cykl Cyfres Darllen Mewn Dim (Y Lolfa, 2006)

## Nagrody i wyróżnienia
- 1982 - Korona Eisteddfod yr Urdd za powieść Hen Fyd Hurt
- 1986 - nagroda Tir na n-Og Award za powieść Y Llipryn Llwyd (z cyklu Rwdlan)
- 1991 - Medal za Prozę na festiwalu Welsh National Eisteddfod za powieść Si Hei Lwli
- 1994 - nagroda Tir na n-Og Award za powieść Sothach a Sglyfath (z cyklu Cled)
- 1997 - Medal za Prozę na festiwalu Welsh National Eisteddfod za powieść Wele'n Gwawrio
- 2009 - nagroda Mary Vaughan Jones Award